# Kūsō Kagaku Sekai Gulliver Boy (videojuego de Hudson Soft)
Kūsō Kagaku Sekai Gulliver Boy es un videojuego de rol de Hudson Soft, publicado en primera instancia para PC Engine CD (Super CD-ROM2) en 1995. En 1996 se publicó una conversión para Sega Saturn.
El juego se basa en el anime de título homónimo creado por Ōji Hiroi.

## Argumento
Kuusou Kagaku Sekai Gulliver Boy presenta a Gulliver y sus amigos. En un mundo que parece ser una Europa alternativa de la era del renacimiento, en donde que la magia y los monstruos son comunes, el Imperio de España ataca al Reino de Italia. Gulliver es un joven que vive en Venecia y ve cómo su ciudad es atacada y su padre asesinado. En compañía de dos amigos, Misty y Edison, va en busca de unas mágicas piedras azules a bordo de una nave tecnológicamente avanzada de Atlantis para derrotar al invasor. Este RPG/Acción pondrá a prueba tus reflejos ya que tendrás que viajar por los muchos lugares del juego y luchar constantemente contra enemigos y jefes. Es posible en cualquier momento alternar entre cuatro personajes con diferentes ataques.